# Microterys sceptriger
Microterys sceptriger is een vliesvleugelig insect uit de familie Encyrtidae. De wetenschappelijke naam is voor het eerst geldig gepubliceerd in 1841 door Förster.